# Perdita geminata
Perdita geminata är en biart som beskrevs av Timberlake 1964. Perdita geminata ingår i släktet Perdita och familjen grävbin. Inga underarter finns listade i Catalogue of Life.